# Orleanesia
Orleanesia  (лат.) — род многолетних травянистых растений подтрибы Laeliinae трибы Epidendreae, подсемейства Эпидендровые, семейства Орхидные. Эпифиты.
Аббревиатура родового названия — Orle.

## Виды
Список видов по данным The Plant List:
- Orleanesia amazonica Barb.Rodr.
- Orleanesia cuneipetala Pabst
- Orleanesia ecuadorana Dodson
- Orleanesia maculata Garay
- Orleanesia mineirosensis Garay
- Orleanesia peruviana C.Schweinf.
- Orleanesia pleurostachys (Linden & Rchb.f.) Garay & Dunst.
- Orleanesia richteri Pabst
- Orleanesia yauaperyensis Barb.Rodr.